# Inkwizycja papieska w Hiszpanii
„Inkwizycja hiszpańska” – określenie zazwyczaj odnoszone jest do państwowo-kościelnej instytucji utworzonej przez króla Ferdynanda II i królową Izabelę I w 1480, jednak trybunały inkwizycyjne istniały na Półwyspie Iberyjskim na długo przed tą datą. Podobnie jak większość katolickich krajów europejskich, kraje hiszpańskie zostały objęte działalnością średniowiecznej inkwizycji papieskiej, a działalność inkwizycyjną prowadziło tam także co najmniej kilku biskupów. Faktyczna działalność inkwizycji ograniczała się do krajów wchodzących w skład monarchii aragońskiej, natomiast w Kastylii i Portugalii była ona instytucją prawie nieznaną.

## Heretycy w Hiszpanii na przełomie XII/XIII wieku

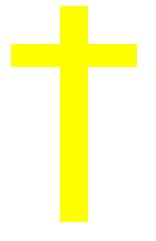
Żółty krzyż katarów – narzucony przez Inkwizycję znak rozpoznawczy, który mieli nosić na swych ubraniach pokutujący heretycy

Dwa największe średniowieczne ruchy heretyckie, katarzy i waldensi, były obecne w Hiszpanii od końca XII wieku. Waldensi zostali wprost wymienieni w antyheretyckich ustawach królów Aragonii Alfonsa II w 1194 i Piotra II w 1198. Z Aragonii pochodził jeden z waldeńskich przywódców, Durand z Huesca, który w 1208 wraz ze swoimi zwolennikami pojednał się z Kościołem katolickim, zakładając wspólnotę „ubogich katolików”. Z Langwedocji przenikali na północ kraju katarzy, którzy znaleźli protektorów wśród części katalońskiej szlachty. Napływ katarów do Hiszpanii zwiększył się w okresie wypraw krzyżowych na południu Francji (1209–1229), w których król Aragonii Piotr II interweniował przeciwko krzyżowcom w obawie o swoje wpływy na południu Francji, poniósł jednak śmierć w bitwie pod Muret w 1213. Głównym ośrodkiem kataryzmu w królestwie Aragonii stało się wicehrabstwo Castelbò w diecezji Urgel.
W 1194 Alfons II wydał edykt przeciwko waldensom. Cztery lata później jego syn Piotr II wprowadził dla heretyków karę śmierci przez spalenie na stosie, co jest prawdopodobnie pierwszym oficjalnym wprowadzeniem tej kary za herezję do prawodawstwa państw średniowiecznej Europy. Nic jednak nie wskazuje, by dekrety te były stosowane w początkach XIII wieku. W 1226, 1228 i w lutym 1234 Jakub I Zdobywca wydał kolejne dekrety przeciwko heretykom, zakazując im wstępu do królestwa Aragonii, a tych, którzy w nim przebywają, uznał za wyjętych spod prawa.

## Początki inkwizycji aragońskiej

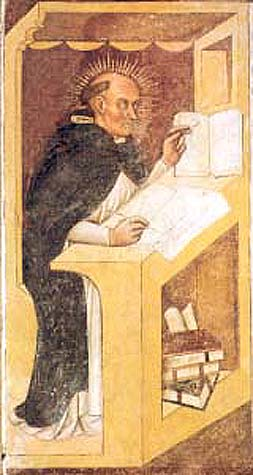
Rajmund z Penyafort, „prawodawca” aragońskiej inkwizycji

Wprowadzenie inkwizycji do Hiszpanii najczęściej łączone jest z bullą Declinante jam mundi papieża Grzegorza IX z 26 maja 1232. W bulli tej papież polecił arcybiskupowi Tarragony Esparrago i jego sufraganom wszczęcie w swych diecezjach procesów przeciwko heretykom, zalecając przybranie do pomocy dominikanów, zatem nie chodziło w niej o wprowadzenie nowej instytucji, a jedynie o podjęcie przez biskupów działań tradycyjnie leżących w ich kompetencjach. W 1235 papież wysłał aragońskim biskupom instrukcje co do procedowania w sprawach o herezję, przygotowane przez hiszpańskiego kanonistę, dominikanina Rajmunda z Peñafort. W 1237 arcybiskup elekt Tarragony Guillem Montgriu wraz z biskupami Bernardem z Vic i Piotrem z Leridy przeprowadził śledztwo w wicehrabstwie Castelbò, zakończone uwięzieniem 45 osób, zaocznym potępieniem 15 innych, ekshumowaniem i spaleniem 18 ciał oraz zburzeniem 2 domów służących heretykom za miejsca spotkań.
W kwietniu 1238 Grzegorz IX powierzył prowadzenie śledztw inkwizycyjnych w Aragonii i Nawarze dominikanom i franciszkanom, stąd tę datę można traktować jako właściwy moment wprowadzenia do Hiszpanii papieskiej inkwizycji. Na synodzie w Tarragonie w 1242 dopracowano normy proceduralne nowo utworzonego trybunału. Jego działalność napotkała na opór heretyków. W 1242 inkwizytor Ponce de Blanes został otruty w czasie prowadzenia ponownego śledztwa w wicehrabstwie Castelbò, a w 1260 heretycy zabili inkwizytora Bernarda Travesser Zdecydowanego poparcia inkwizycji udzielił jednak król Jakub I Zdobywca. Bulle papieża Innocentego IV z 1248 i 1254 stanowiły, że funkcje papieskich inkwizytorów w Aragonii będą pełnić wyłącznie dominikanie, odsuwając od tego zadania franciszkanów. Okres formowania się stałych struktur inkwizycji papieskiej w Aragonii zamyka decyzja papieża Urbana IV z 1262 o powierzeniu prowincjałowi hiszpańskiej prowincji dominikanów prawa mianowania i odwoływania inkwizytorów (nie więcej niż dwóch) na terenie królestwa Aragonii.
W latach 50. i 60. XIII wieku dominikańscy inkwizytorzy prowadzili zakończone sukcesem śledztwa przeciwko katarom głównie w diecezji Urgel. W ich wyniku potwierdzono, że wielu miejscowych feudałów w przeszłości wspierało heretyków. Potępieni pośmiertnie zostali m.in. hrabia Urgel Ramon (11 stycznia 1258), lord Conflent Ponc de Vernet (1260), wicehrabia Pierre z Fenouillet (1262) oraz wicehrabia Castelbò Arnold i jego córka Ermessenda (1269); ich zwłoki zostały ekshumowane. Katarzy najwyraźniej nadal byli zdolni stawiać opór, gdyż w 1277 inkwizytor Pere de Cadireta został ukamienowany w Urgel, aczkolwiek okoliczności tego zabójstwa nie są zbyt dobrze znane. Prawdopodobnie jednak inkwizycji jeszcze w XIII wieku udało się wyeliminować wpływy kataryzmu w Aragonii, gdyż poza epizodem z 1277 r. nic więcej nie wiadomo o działalności inkwizycji czy aktywności heretyków w Aragonii w ciągu ostatnich trzech dziesięcioleci XIII wieku. Wzmianki dokumentacyjne z 1284 i 1298 wskazują jednak na stałą obsadę urzędu inkwizytorskiego w Aragonii.

## Inkwizycja aragońska w XIV–XV wieku
W 1301 doszło do podziału hiszpańskiej prowincji dominikanów na Hiszpanię (tj. Kastylię-Leon i Portugalię) oraz Aragonię (tj. Aragonię, Nawarrę i Majorkę). Ponieważ jednak nie doszło do odwołania lub zmiany bulli Urbana IV z 1262, prawo nominacji inkwizytorów w Aragonii nadal należało do prowincjała hiszpańskiego, co wywołało długotrwały konflikt między władzami obu tych prowincji. Ostatecznie, w 1351 r. papież Klemens VI uznał prawo prowincjała aragońskiego do mianowania inkwizytorów w swojej prowincji zakonnej.

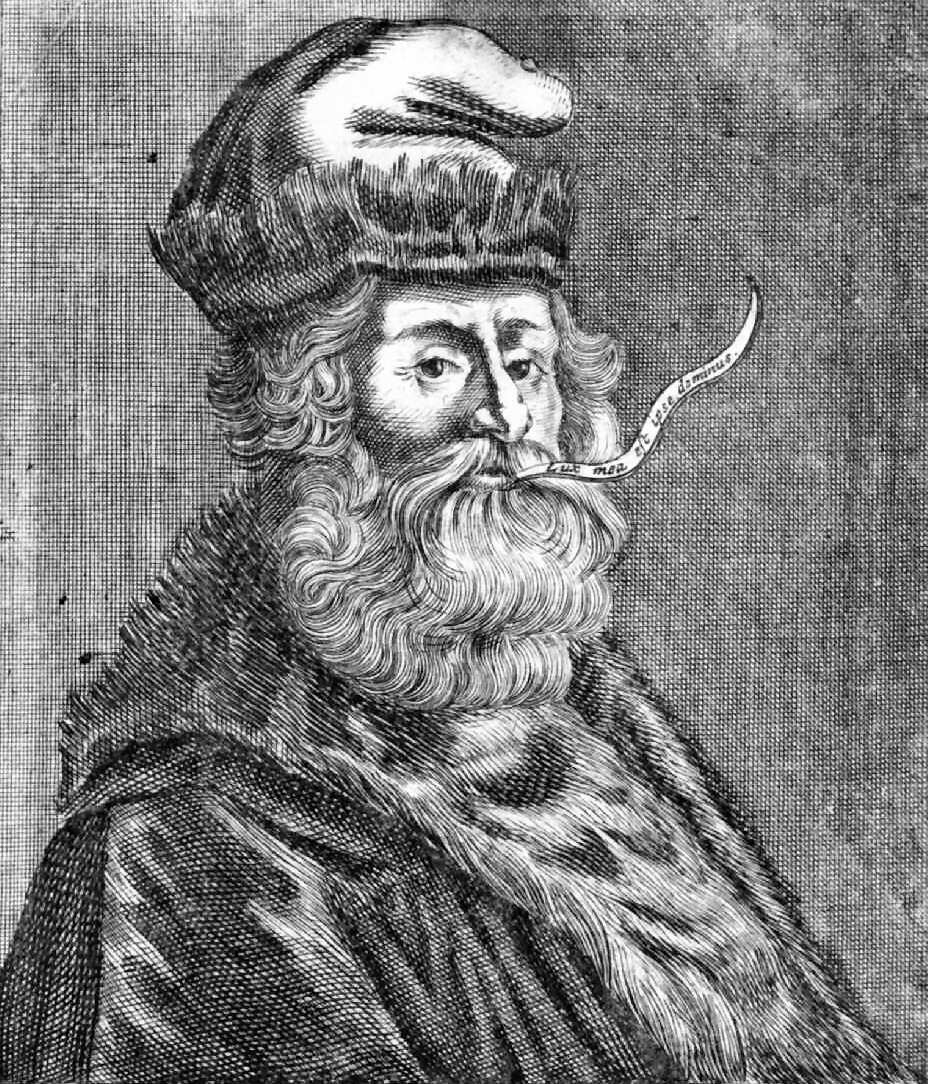
Błogosławiony Rajmund Lullus. W jego pismach inkwizytor Nicolas Eymeric dopatrywał się wielu herezji

W 1308 r. inkwizytor Aragonii Juan de Lotgerio uczestniczył w przesłuchaniach aragońskich templariuszy, a w 1317 r. dokonał potępienia dzieł niejakiego Arnolda de Vilanova. O jego następcach Bernardzie Puigcercos (ok. 1320–1346), Arnoldzie Burguete (1325) i Wilhelmie Costa (1328–1346) wiadomo, że wytaczali procesy głównie przeciwko franciszkańskim spirytuałom oraz żydowskim konwertytom oskarżonym o powrót do judaizmu.
W XIV wieku aragońscy inkwizytorzy kilkakrotnie prowadzili postępowania przeciwko ortodoksyjnym Żydom, mimo że ci co do zasady wyłączeni byli spod jurysdykcji inkwizycji. W 1302 r. w Jaca inkwizytor Juan de Lotgerio uniewinnił grupę Żydów oskarżonych o bluźnierstwo i profanację kościoła w Aleksandrii. W 1325 r. dochodzenie prowadzone przez Bernarda Puigcercos zakończyło się nałożeniem grzywny na gminę żydowską w Calatayud z powodu nakłaniania chrześcijanki żydowskiego pochodzenia do powrotu do judaizmu. Nieco później, w 1352 i 1371 Żydzi stawali przed inkwizytorami pod zarzutem uprawiania magii. We wszystkich tych przypadkach wyrok zatwierdzał ostatecznie król Aragonii.
Nicolas Rossell, inkwizytor i zarazem prowincjał Aragonii w latach 1351–1356, wywalczył ostatecznie niezależność aragońskiej inkwizycji od prowincjała hiszpańskiego (1351). 23 grudnia 1356 r. został on mianowany kardynałem przez papieża Innocentego VI. Jego następcą na początku 1357 r. został najsłynniejszy aragoński inkwizytor Nicolas Eymeric (zm. 1399), autor podręcznika dla inkwizytorów Directorium Inquisitorum, ukończonego około 1376, a wydanego drukiem w 1503 w Barcelonie, w 1578 w Rzymie i w 1595 w Wenecji. Był on przeciwnikiem popieranych przez dwór królewski nauk Rajmunda Lullusa (zm. 1315), dopatrując się w nich wielu herezji. Doprowadziło to do licznych konfliktów między Eymericiem a królem Piotrem IV, a potem jego następcą Janem I, na które także nałożyła się wewnątrzzakonna rywalizacja między Eymericiem a Bernardem Ermengaudi o stanowiska prowincjała i inkwizytora. Dwukrotnie (1360 i 1385), choć za każdym razem na krótko, Eymeric był pozbawiany stanowiska inkwizytora, a nadto dwukrotnie (1376–1383 i 1393–1397) musiał udawać się na wygnanie na dwór papieski w Awinionie.
Liczba inkwizytorów w prowincji aragońskiej stopniowo się zwiększała, co prowadziło do jej rozgraniczenia na mniejsze okręgi inkwizytorskie. Już w 1313 papież Klemens V utworzył oddzielny trybunał dla Królestwa Majorki, obejmującego Baleary oraz pirenejskie hrabstwa Roussillon i Cerdanya. Jego siedziba znajdowała się w stolicy królestwa Perpignan. Zjednoczenie tego królestwa z Aragonią w połowie XIV wieku nie spowodowało zniesienia odrębności majorkańskiego trybunału. W 1413 antypapież Benedykt XIII dokonał dalszego podziału w obrębie królestwa Majorki, ustanawiając oddzielny trybunał dla Balearów z siedzibą w Palma de Mallorca. Nominacje inkwizytorów królestwa Majorki w XIV wieku były zastrzeżone dla generała zakonu dominikanów, z pominięciem prowincjała, jak jednak wynika z bulli Marcina V z 18 listopada 1420, w tym czasie nominacje były dokonywane przy współudziale aragońskiego prowincjała. Dalsze podziały prowincji aragońskiej nastąpiły po zakończeniu Wielkiej schizmy zachodniej. W 1420 Marcin V zatwierdził podział królestwa Majorki na Baleary oraz hrabstwa pirenejskie a nadto wyodrębnił z prowincji aragońskiej okręg Walencji. W 1447 ustanowiono oddzielny trybunał dla Katalonii, z której z kolei w 1459 wyodrębniono diecezję Barcelony. W 1475 w monarchii aragońskiej istniało sześć okręgów inkwizytorskich:
- Aragonia (inkwizytor generalny),
- Walencja,
- Katalonia,
- Barcelona,
- Majorka,
- Roussillon.

Ponadto w 1475 generał zakonu dominikanów mianował aragońskiego dominikanina Juana Franco na inkwizytora królestwa Nawarry, mimo że nic nie wskazuje, by oprócz nominacji z roku 1238, królestwo to kiedykolwiek miało własnego inkwizytora. Wzrost liczby inkwizytorów nie miał jednak związku ze wzrostem aktywności inkwizycji, był raczej pochodną stopniowego przekształcania się tego urzędu w honorowe wyróżnienie. Zjawisko takie zachodziło także w innych krajach Europy.
Inkwizytor Majorki Antonio Murta odegrał dużą rolę w przymusowych chrztach majorkańskich Żydów w 1435.
W 1481 król Ferdynand II Katolicki, w związku z kampanią przeciwko judaizantom w Kastylii podjął próbę podporządkowania sobie papieskich inkwizytorów w królestwie Aragonii. Udało mu się przeforsować własnych kandydatów na stanowiska inkwizytorów, jednak ich działalność wzbudziła protesty. Ostatecznie 17 października 1483 Sykstus IV mianował Generalnym Inkwizytorem Aragonii dominikanina Tomasa de Torquemadę, który już wcześniej został zwierzchnikiem inkwizycji w Kastylii. Papiescy inkwizytorzy stopniowo byli zastępowani nominatami króla Ferdynanda II oraz Torquemady. Tym samym aragońska inkwizycja stała się częścią nowej inkwizycji hiszpańskiej, podporządkowanej monarchii. Najdłużej (do 1488) działał trybunał papieskiej inkwizycji na Majorce.

## Kastylia

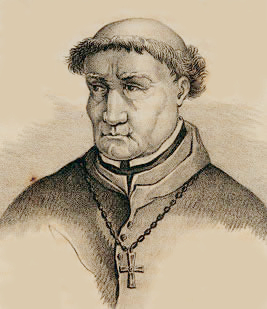
Tomás de Torquemada

W królestwie Kastylii-Leonu prawie w ogóle nie było papieskiej inkwizycji. W XIII–XV wieku źródła sporadycznie jedynie wspominają o obecności heretyków w tym kraju, ale za każdym razem procesy przeciwko nim wytaczano przed sądami biskupimi, a nie papieskimi inkwizytorami. Wiadomo, że biskup Leonu Roderyk (1209–1232) wygnał ze swej diecezji katarów, którzy przybyli z Francji. W 1236 król Kastylii Ferdynand III aresztował kilku heretyków w Palencii i napiętnował ich rozpalonym żelazem, jednak miejscowy biskup skłonił ich do pojednania z Kościołem i udzielił rozgrzeszenia. Statuty króla Alfonsa Mądrego z 1255 wprowadziły karę śmierci dla zatwardziałych heretyków, jednak przez następnych dwieście lat nie odnotowano w Kastylii ani jednego takiego wyroku. W 1317 arcybiskup Composteli Roderyk schwytał sześciu dulcynian, którzy uciekli przed inkwizycją z południowej Francji. Nie wiedząc, jak należy z nimi postąpić, zwrócił się listownie o poradę do inkwizytora Tuluzy Bernarda Gui.
W 1402 papież Bonifacy IX upoważnił prowincjała dominikańskiej prowincji Hiszpania do mianowania inkwizytorów na obszarze swej prowincji (tj. w Kastylii-Leonie i Portugalii) lub do samodzielnego działania w tym charakterze. Kastylia uznawała jednak wówczas antypapieża Benedykta XIII, toteż regulacja ta nie miała wówczas żadnych następstw. Krótko po zakończeniu schizmy, w 1418, spod jurysdykcji prowincjała hiszpańskiego wyłączono Portugalię. Choć jeszcze w styczniu 1482 Sykstus IV potwierdził inkwizytorskie uprawnienia hiszpańskiego prowincjała, nic nie wskazuje, by kiedykolwiek zostały one wykorzystane. W latach 60. i 70. XV wieku sporadycznie zdarzały się procesy judaizantów (marranów) przed sądami biskupimi. W 1465 niejaki Fernando Gonzalez został skazany na pokutę przez arcybiskupa Toledo za potajemne wyznawanie judaizmu. W 1467 za to samo przewinienie w Llerena spalono dwie osoby skazane przez wikariusza miejscowego biskupa, a na dwie inne nałożono pokutę. Wobec powszechności oskarżeń marranów o potajemne praktykowanie judaizmu działalność sądów biskupich okazała się dalece niewystarczająca i w 1480 w Kastylii król Ferdynand II i Izabela I utworzyli za zgodą papieża Sykstusa IV (1478) nową inkwizycję, podległą monarchii i niezależną od struktur papieskiej inkwizycji.

## Portugalia
W Portugalii na przełomie XIV i XV wieku funkcjonowało kilku tytularnych inkwizytorów powiązanych z dworem królewskim. W 1376 inkwizytorem został franciszkanin Martino Vasquez, w 1394 również franciszkanin Rodrigo Cintra, będący jednocześnie spowiednikiem króla Jana I. W latach 1399–1401 inkwizytorem królestwa Portugalii był Vicente de Lisboa, dominikański prowincjał Hiszpanii w obediencji rzymskiego papieża Bonifacego IX. Ostatnim papieskim inkwizytorem w Portugalii był mianowany w 1413 franciszkanin Affonso de Alprao, również spowiednik króla Jana I. Nie zachowały się żadne dane świadczące o aktywnej działalności kogokolwiek z tej czwórki. Kiedy na początku XVI wieku problemem w Portugalii stały się podejrzenia licznej rzeszy konwertytów żydowskich o kryptojudaizm, sytuacja rozwinęła się według schematu znanego z Hiszpanii i zakończyła utworzeniem w 1536 wzorowanej na hiszpańskiej inkwizycji portugalskiej.
W 1531 w Portugalii spalony został angielski zwolennik reformacji William Roy.

## Statystyki wyroków i egzekucji

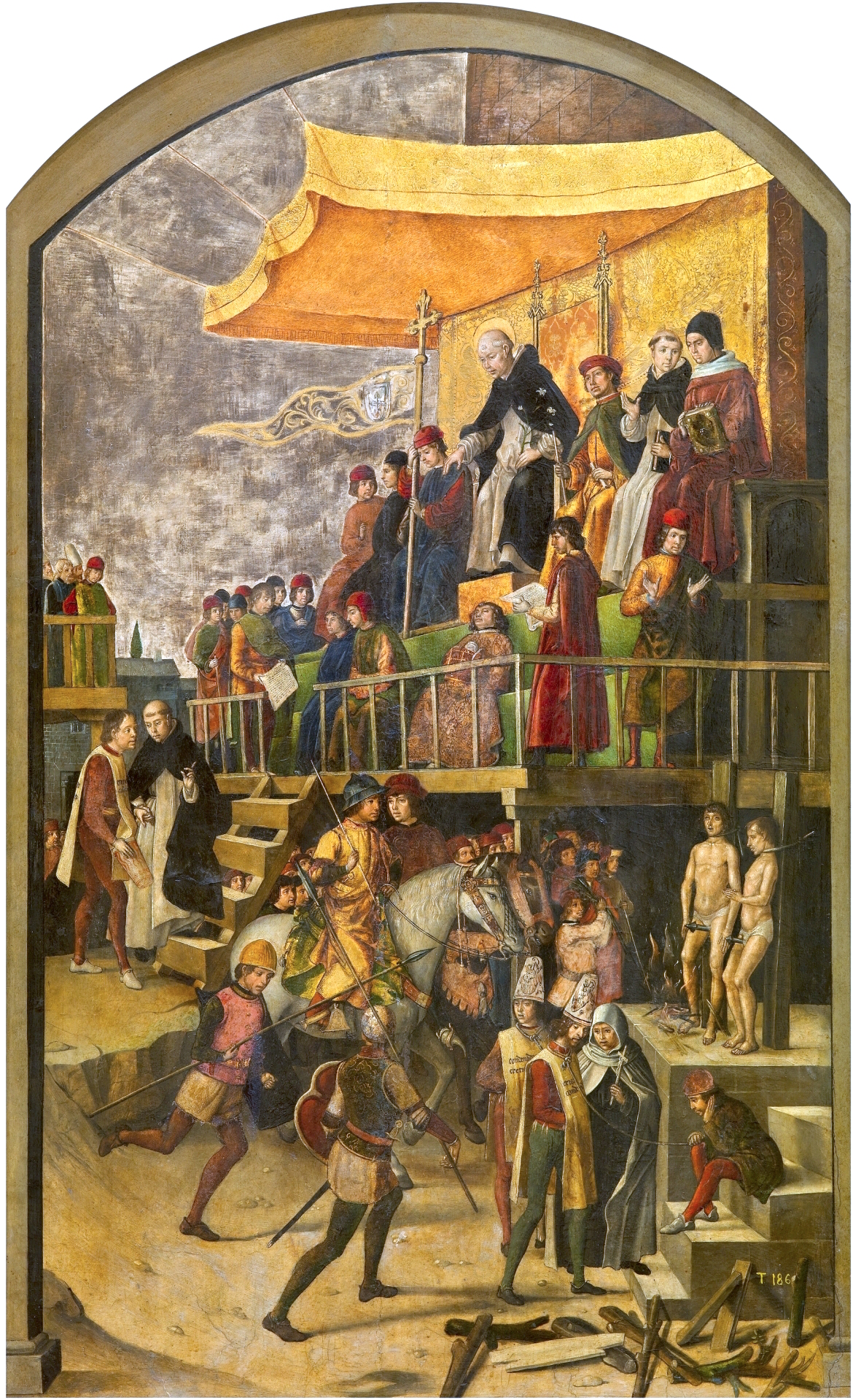
Św. Dominik przewodniczy deklaracji Auto-da-fé – obraz autorstwa Pedro Berruguete z 1475

Trudno ustalić liczbę ofiar papieskiej inkwizycji w średniowiecznej Hiszpanii. Zachowało się bardzo niewiele informacji o wytaczanych przez nią procesach. Śledztwo prowadzone w diecezji Urgel w latach 50. XIII wieku przez inkwizytorów Piotra Tenesa i Ferrera zakończyło się skazaniem i uwięzieniem prawdopodobnie 181 osób. Pierwsze informacje o egzekucjach pochodzą z 1258, gdy Piotr Tenes spalił dwóch heretyków w Perpignan. O kolejnych siedmiu egzekucjach wspominają dokumenty królewskie z 1262, w których król Jakub I rozdysponował majątki skonfiskowane spalonym niedawno heretykom. Ponadto między rokiem 1258 a 1269 potępiono pośmiertnie pięciu katalońskich feudałów.
W 1320 dwóch spirytuałów spalono w Gironie. Prawdopodobnie w tym samym roku inkwizytor Bernard Puigcercos spalił w Barcelonie franciszkańskiego spirytuała Pedro Olera wraz z nieznanym z imienia towarzyszem; na śmierć został skazany wtedy także niejaki Bonanat, który jednak w ostatniej chwili okazał skruchę i dlatego zamieniono mu karę śmierci na więzienie. Kilkanaście lat później (1335) Bonanat został ponownie oskarżony o herezję i tym razem inkwizytor Wilhelm Costa kazał go spalić na stosie jako recydywistę. Jego zwolennicy wyrzekli się herezji i otrzymali kary pokutne, jednak ich liczba nie jest znana. Nieco wcześniej, w 1325 inny spirytuał Duran Baldach został spalony wraz ze swym uczniem przez inkwizytora Arnolda Burguete. W 1341–1342 spalono także dwóch żydowskich konwertytów oskarżonych o powrót do judaizmu, a kilku innych skazano na więzienie. W 1345–1346 odbył się też proces spirytuałów z Vilafranca del Penedès; nikogo nie skazano wtedy na śmierć, ale jeden z oskarżonych zmarł przed końcem procesu i pośmiertnie zarządzono konfiskatę pozostałego po nim majątku.
Inkwizytor Nicolas Rossell (1351–1356) przeprowadził proces przeciwko spirytuałom z Walencji, w wyniku którego niejaki Jaime Justi został skazany na dożywotnie więzienie, a zwłoki trzech zmarłych już osób ekshumowano i spalono. Ponadto w 1352 Rossell skazał na grzywnę żydowskiego lekarza oskarżonego o magię.
Inkwizytor Nicolas Eymeric (1357–1399) spalił co najmniej jednego heretyka (Mikołaja z Kalabrii, ok. 1357) i skazał na wieczne więzienie co najmniej trzy inne osoby (Bartolo Janevisio ok. 1369, oskarżony o magię żyd Astrucchio de Piera ok. 1371 i ksiądz Pedro de Ceplanes z Walencji ok. 1390). Śledztwo przeciwko zwolennikom teorii Rajmunda Lullusa w Walencji na początku lat 90. XIV nie zakończyło się wyrokami z powodu interwencji króla Jana I.
W 1434 w Roussillon i Cerdanya inkwizytor Berenguer Roig zainicjował postępowanie w sprawie domniemanych wyznawców husytyzmu, nie wiadomo jednak, jakie były jego wyniki.
W 1407 na Majorce spalony został żydowski konwertyta Juan de Galiana. Kolejnych czterech żydów oskarżonych o mord rytualny stracono na Majorce w 1435 na podstawie wyroku inkwizytora Antonio Murty.
W drugiej połowie XV wieku inkwizytorzy aragońscy zintensyfikowali swoje działania przeciwko marranom. Inkwizytorzy Walencji w latach 1455–1482 przeprowadzili 29 procesów, w tym jedną osobę skazali na śmierć; inkwizytorzy Saragossy w latach ok. 1475–1483 pojednali z Kościołem pięć osób, a inkwizytorzy Majorki w latach 1478–1487 pojednali z Kościołem szesnaście osób. Ponadto w 1485 inkwizytor Barcelony Juan Conde potępił pośmiertnie jednego marrana. Daje to łącznie jeden wyrok śmierci na pięćdziesiąt jeden procesów między 1455 a 1487.
Powyższe dane (kilkaset procesów, 25 faktycznych egzekucji) z pewnością nie odzwierciedlają całej działalności inkwizycji papieskiej w Hiszpanii. Juan Antonio Llorente, a za nim Henry Charles Lea, podają dane o rzekomych procesach i egzekucjach będących dziełem inkwizytorów w 1302 (inkwizytor Bernard), 1304 (inkwizytor Domingo Peregrino), ok. 1413 (inkwizytor Roussillon Bernard Pages i inkwizytor Majorki Wilhelm Sagarra), w latach 30. XV wieku w Walencji (trzej kolejni inkwizytorzy tego okręgu) oraz w 1441 (inkwizytor Aragonii Miguel Ferriz i inkwizytor Walencji Martin Trilles). Informacje te opierają się jednak wyłącznie na zapisach siedemnastowiecznych historiografów dominikańskich, w szczególności Vincenzo Maria Fontany, gloryfikujących antyheretycką działalność swych braci zakonnych. Ogólnikowość i schematyczność tych wzmianek, brak potwierdzenia w źródłach współczesnych, omyłki dotyczące dat i imion inkwizytorów, wymienianie ruchów heretyckich nie odnotowanych w ogóle w Hiszpanii skłaniają jednak współczesnych historyków do sceptycyzmu wobec tych zapisów. Zarówno Fontana, jak i sam Llorente, podając informacje o aktywności poszczególnych inkwizytorów w Hiszpanii, często powołują się na pracę szesnastowiecznego historyka aragońskiej prowincji dominikanów Francisco Diago Historia de la Provincia de Aragon de la Orden de Predicadores. W rzeczywistości jednak Diago w cytowanych miejscach najczęściej jedynie potwierdza fakt urzędowania poszczególnych inkwizytorów, nie przekazując przy tym żadnych danych o wytaczanych przez nich procesach. Możliwe, że jakaś część tych wzmianek jest oparta na faktach, jednak w oparciu o istniejący materiał źródłowy nie jest możliwa ich weryfikacja.